# European Volleyball League 2005
European Volleyball League 2005 var den andra upplagan av European Volleyball League för herrar, en volleybolltävling för landslag i Europa anordnad av europeiska volleybollförbundet. Slutspelet hölls i Kazan, Ryssland mellan den 23 och 24 juli 2005.

## Deltagande nationer
- Tjeckien
- Estland
- Finland
- Tyskland
- Ryssland
- Slovakien
- Spanien
- Turkiet

## Gruppspel

### Grupp 1
|   |          | Poäng | Matcher | Matcher | Set | Set | Set   | Poäng | Poäng | Poäng |
| # | Lag      | Poäng | V       | F       | V   | F   | Kvot  | V     | F     | Kvot  |
| - | -------- | ----- | ------- | ------- | --- | --- | ----- | ----- | ----- | ----- |
| 1 | Ryssland | 23    | 11      | 1       | 34  | 11  | 3.091 | 1072  | 952   | 1.126 |
| 2 | Finland  | 18    | 6       | 6       | 22  | 23  | 0.957 | 1007  | 1015  | 0.992 |
| 3 | Tyskland | 17    | 5       | 7       | 21  | 23  | 0.913 | 1025  | 1001  | 1.024 |
| 4 | Estland  | 14    | 2       | 10      | 13  | 33  | 0.394 | 965   | 1101  | 0.876 |

#### Omgång 1
| Datum  | Tid   |          | Resultat |          | Set 1 | Set 2 | Set 3 | Set 4 | Set 5 | Totalt  | Rapport |
| ------ | ----- | -------- | -------- | -------- | ----- | ----- | ----- | ----- | ----- | ------- | ------- |
| 3 juni | 20:00 | Tyskland | 3–0      | Finland  | 25–21 | 25–16 | 25–14 |       |       | 75–51   | Rapport |
| 4 juni | 20:00 | Tyskland | 2–3      | Finland  | 25–19 | 23–25 | 21–25 | 25–19 | 14–16 | 108–104 | Rapport |
| 4 juni | 17:00 | Estland  | 2–3      | Ryssland | 26–24 | 20–25 | 25–20 | 22–25 | 11–15 | 104–109 | Rapport |
| 5 juni | 15:00 | Estland  | 2–3      | Ryssland | 25–21 | 21–25 | 27–25 | 16–25 | 10–15 | 99–111  | Rapport |

#### Omgång 2
| Datum   | Tid   |          | Resultat |          | Set 1 | Set 2 | Set 3 | Set 4 | Set 5 | Totalt | Rapport |
| ------- | ----- | -------- | -------- | -------- | ----- | ----- | ----- | ----- | ----- | ------ | ------- |
| 11 juni | 20:30 | Finland  | 1–3      | Ryssland | 20–25 | 25–19 | 22–25 | 23–25 |       | 90–94  | Rapport |
| 12 juni | 14:00 | Finland  | 0–3      | Ryssland | 22–25 | 21–25 | 19–25 |       |       | 62–75  | Rapport |
| 10 juni | 19:30 | Tyskland | 3–0      | Estland  | 25–21 | 27–25 | 25–12 |       |       | 77–58  | Rapport |
| 11 juni | 19:30 | Tyskland | 3–1      | Estland  | 25–19 | 25–27 | 27–25 | 25–19 |       | 102–90 | Rapport |

#### Omgång 3
| Datum   | Tid   |          | Resultat |          | Set 1 | Set 2 | Set 3 | Set 4 | Set 5 | Totalt | Rapport |
| ------- | ----- | -------- | -------- | -------- | ----- | ----- | ----- | ----- | ----- | ------ | ------- |
| 18 juni | 18:30 | Finland  | 3–0      | Estland  | 25–22 | 25–23 | 25–23 |       |       | 75–68  | Rapport |
| 19 juni | 16:00 | Finland  | 3–1      | Estland  | 25–19 | 25–18 | 26–28 | 25–20 |       | 101–85 | Rapport |
| 18 juni | 18:00 | Ryssland | 3–0      | Tyskland | 25–22 | 25–23 | 25–21 |       |       | 75–66  | Rapport |
| 19 juni | 18:00 | Ryssland | 3–1      | Tyskland | 18–25 | 25–21 | 25–20 | 25–22 |       | 93–88  | Rapport |

#### Omgång 4
| Datum   | Tid   |          | Resultat |          | Set 1 | Set 2 | Set 3 | Set 4 | Set 5 | Totalt | Rapport |
| ------- | ----- | -------- | -------- | -------- | ----- | ----- | ----- | ----- | ----- | ------ | ------- |
| 25 juni | 18:00 | Ryssland | 3–1      | Finland  | 25–18 | 25–16 | 22–25 | 25–21 |       | 97–80  | Rapport |
| 26 juni | 18:00 | Ryssland | 3–0      | Finland  | 25–23 | 25–21 | 25–21 |       |       | 75–65  | Rapport |
| 25 juni | 18:00 | Estland  | 0–3      | Tyskland | 21–25 | 23–25 | 24–26 |       |       | 68–76  | Rapport |
| 26 juni | 15:00 | Estland  | 3–1      | Tyskland | 21–25 | 25–20 | 25–22 | 27–25 |       | 98–92  | Rapport |

#### Omgång 5
| Datum  | Tid   |          | Resultat |          | Set 1 | Set 2 | Set 3 | Set 4 | Set 5 | Totalt  | Rapport |
| ------ | ----- | -------- | -------- | -------- | ----- | ----- | ----- | ----- | ----- | ------- | ------- |
| 2 juli | 17:00 | Estland  | 3–2      | Finland  | 20–25 | 25–23 | 25–16 | 28–30 | 16–14 | 114–108 | Rapport |
| 3 juli | 15:00 | Estland  | 1–3      | Finland  | 21–25 | 25–23 | 15–25 | 17–25 |       | 78–98   | Rapport |
| 2 juli | 19:30 | Tyskland | 1–3      | Ryssland | 24–26 | 25–27 | 25–20 | 23–25 |       | 97–98   | Rapport |
| 3 juli | 19:30 | Tyskland | 3–1      | Ryssland | 28–26 | 25–19 | 20–25 | 25–23 |       | 98–93   | Rapport |

#### Omgång 6
| Datum   | Tid   |          | Resultat |          | Set 1 | Set 2 | Set 3 | Set 4 | Set 5 | Totalt | Rapport |
| ------- | ----- | -------- | -------- | -------- | ----- | ----- | ----- | ----- | ----- | ------ | ------- |
| 8 juli  | 19:00 | Finland  | 3–0      | Tyskland | 25–18 | 25–19 | 26–24 |       |       | 76–61  | Rapport |
| 9 juli  | 19:00 | Finland  | 3–1      | Tyskland | 22–25 | 25–23 | 25–20 | 25–17 |       | 97–85  | Rapport |
| 9 juli  | 18:00 | Ryssland | 3–0      | Estland  | 25–19 | 25–17 | 27–25 |       |       | 77–61  | Rapport |
| 10 juli | 18:00 | Ryssland | 3–0      | Estland  | 25–12 | 25–18 | 25–12 |       |       | 75–42  | Rapport |

### Grupp 2
|   |           | Poäng | Matcher | Matcher | Set | Set | Set   | Poäng | Poäng | Poäng |
| # | Lag       | Poäng | V       | F       | V   | F   | Kvot  | V     | F     | Kvot  |
| - | --------- | ----- | ------- | ------- | --- | --- | ----- | ----- | ----- | ----- |
| 1 | Turkiet   | 20    | 8       | 4       | 30  | 17  | 1.765 | 1094  | 1000  | 1.094 |
| 2 | Spanien   | 19    | 7       | 5       | 27  | 21  | 1.286 | 1094  | 1065  | 1.027 |
| 3 | Slovakien | 17    | 5       | 7       | 19  | 29  | 0.655 | 1008  | 1080  | 0.933 |
| 4 | Tjeckien  | 16    | 4       | 8       | 22  | 31  | 0.710 | 1153  | 1204  | 0.958 |

#### Omgång 1
| Datum  | Tid   |           | Resultat |         | Set 1 | Set 2 | Set 3 | Set 4 | Set 5 | Totalt  | Rapport |
| ------ | ----- | --------- | -------- | ------- | ----- | ----- | ----- | ----- | ----- | ------- | ------- |
| 4 juni | 18:00 | Slovakien | 3–2      | Spanien | 25–20 | 25–19 | 21–25 | 21–25 | 17–15 | 109–104 | Rapport |
| 5 juni | 17:00 | Slovakien | 0–3      | Spanien | 22–25 | 21–25 | 16–25 |       |       | 59–75   | Rapport |
| 3 juni | 18:00 | Tjeckien  | 3–2      | Turkiet | 23–25 | 26–24 | 20–25 | 25–19 | 15–11 | 109–104 | Rapport |
| 4 juni | 14:30 | Tjeckien  | 3–1      | Turkiet | 25–22 | 25–21 | 22–25 | 25–22 |       | 97–90   | Rapport |

#### Omgång 2
| Datum   | Tid   |           | Resultat |          | Set 1 | Set 2 | Set 3 | Set 4 | Set 5 | Totalt  | Rapport |
| ------- | ----- | --------- | -------- | -------- | ----- | ----- | ----- | ----- | ----- | ------- | ------- |
| 14 juni | 19:30 | Spanien   | 3–1      | Turkiet  | 25–20 | 22–25 | 25–21 | 25–22 |       | 97–88   | Rapport |
| 15 juni | 19:30 | Spanien   | 1–3      | Turkiet  | 19–25 | 25–18 | 20–25 | 27–29 |       | 91–97   | Rapport |
| 10 juni | 18:00 | Slovakien | 2–3      | Tjeckien | 25–21 | 24–26 | 22–25 | 25–22 | 7–15  | 103–109 | Rapport |
| 11 juni | 17:00 | Slovakien | 3–1      | Tjeckien | 21–25 | 25–18 | 25–19 | 25–22 |       | 96–84   | Rapport |

#### Omgång 3
| Datum   | Tid   |         | Resultat |           | Set 1 | Set 2 | Set 3 | Set 4 | Set 5 | Totalt  | Rapport |
| ------- | ----- | ------- | -------- | --------- | ----- | ----- | ----- | ----- | ----- | ------- | ------- |
| 18 juni | 13:00 | Spanien | 2–3      | Tjeckien  | 26–28 | 25–18 | 25–20 | 21–25 | 10–15 | 107–106 | Rapport |
| 19 juni | 13:00 | Spanien | 3–2      | Tjeckien  | 23–25 | 25–21 | 24–26 | 25–17 | 17–15 | 114–104 | Rapport |
| 18 juni | 19:00 | Turkiet | 3–0      | Slovakien | 25–21 | 25–21 | 25–12 |       |       | 75–54   | Rapport |
| 19 juni | 19:00 | Turkiet | 3–0      | Slovakien | 25–18 | 25–13 | 25–21 |       |       | 75–52   | Rapport |

#### Omgång 4
| Datum   | Tid   |           | Resultat |         | Set 1 | Set 2 | Set 3 | Set 4 | Set 5 | Totalt  | Rapport |
| ------- | ----- | --------- | -------- | ------- | ----- | ----- | ----- | ----- | ----- | ------- | ------- |
| 25 juni | 18:00 | Tjeckien  | 1–3      | Spanien | 25–23 | 24–26 | 21–25 | 18–25 |       | 88–99   | Rapport |
| 26 juni | 14:30 | Tjeckien  | 1–3      | Spanien | 26–28 | 25–16 | 20–25 | 23–25 |       | 94–94   | Rapport |
| 24 juni | 18:00 | Slovakien | 1–3      | Turkiet | 22–25 | 25–20 | 21–25 | 14–25 |       | 82–95   | Rapport |
| 25 juni | 17:30 | Slovakien | 3–2      | Turkiet | 25–17 | 19–25 | 20–25 | 25–23 | 15–12 | 104–102 | Rapport |

#### Omgång 5
| Datum  | Tid   |          | Resultat |           | Set 1 | Set 2 | Set 3 | Set 4 | Set 5 | Totalt | Rapport |
| ------ | ----- | -------- | -------- | --------- | ----- | ----- | ----- | ----- | ----- | ------ | ------- |
| 2 juli | 19:00 | Turkiet  | 3–0      | Spanien   | 25–20 | 25–19 | 25–23 |       |       | 75–62  | Rapport |
| 3 juli | 19:00 | Turkiet  | 3–1      | Spanien   | 25–18 | 22–25 | 25–20 | 25–14 |       | 97–77  | Rapport |
| 2 juli | 18:00 | Tjeckien | 1–3      | Slovakien | 19–25 | 25–23 | 20–25 | 24–26 |       | 88–99  | Rapport |
| 3 juli | 14:30 | Tjeckien | 2–3      | Slovakien | 25–18 | 22–25 | 25–27 | 25–17 | 2–15  | 99–102 | Rapport |

#### Omgång 6
| Datum   | Tid   |         | Resultat |           | Set 1 | Set 2 | Set 3 | Set 4 | Set 5 | Totalt  | Rapport |
| ------- | ----- | ------- | -------- | --------- | ----- | ----- | ----- | ----- | ----- | ------- | ------- |
| 9 juli  | 13:00 | Spanien | 3–0      | Slovakien | 25–20 | 25–23 | 25–19 |       |       | 75–62   | Rapport |
| 10 juli | 13:00 | Spanien | 3–1      | Slovakien | 28–26 | 25–21 | 21–25 | 25–14 |       | 99–86   | Rapport |
| 9 juli  | 19:00 | Turkiet | 3–0      | Tjeckien  | 25–19 | 25–20 | 25–18 |       |       | 75–57   | Rapport |
| 10 juli | 19:00 | Turkiet | 3–2      | Tjeckien  | 21–25 | 23–25 | 37–35 | 25–23 | 15–10 | 121–118 | Rapport |

## Slutspel
|  | Semifinaler          | Semifinaler          |   |                      | Final                | Final |  |
|  |                      |                      |   |                      |                      |       |  |
|  | 23 juli 2005 – Kazan |                      |   |                      |                      |       |  |
|  | Turkiet              | 1                    |   |                      |                      |       |  |
|  | Finland              | 3                    |   |                      |                      |       |  |
|  |                      |                      |   |                      |                      |       |  |
|  |                      |                      |   |                      | 24 juli 2005 – Kazan |       |  |
|  |                      |                      |   |                      | Finland              | 0     |  |
|  |                      | Ryssland             | 3 |                      |                      |       |  |
|  |                      |                      |   |                      |                      |       |  |
|  |                      |                      |   |                      |                      |       |  |
|  |                      |                      |   |                      | Bronsmatch           |       |  |
|  | 23 juli 2005 – Kazan | 23 juli 2005 – Kazan |   | 24 juli 2005 – Kazan | 24 juli 2005 – Kazan |       |  |
|  | Ryssland             | 3                    |   | Turkiet              | 1                    |       |  |
|  | Spanien              | 1                    |   |                      | Spanien              | 3     |  |

### Semifinaler
| Datum   | Tid   |          | Resultat |         | Set 1 | Set 2 | Set 3 | Set 4 | Set 5 | Totalt | Rapport |
| ------- | ----- | -------- | -------- | ------- | ----- | ----- | ----- | ----- | ----- | ------ | ------- |
| 23 juli | 15:30 | Turkiet  | 1–3      | Finland | 25–18 | 26–28 | 23–25 | 23–25 |       | 97–96  | Rapport |
| 23 juli | 18:30 | Ryssland | 3–1      | Spanien | 25–18 | 23–25 | 25–12 | 25–20 |       | 98–75  | Rapport |

### Bronsmatch
| Datum   | Tid   |         | Resultat |         | Set 1 | Set 2 | Set 3 | Set 4 | Set 5 | Totalt | Rapport |
| ------- | ----- | ------- | -------- | ------- | ----- | ----- | ----- | ----- | ----- | ------ | ------- |
| 24 juli | 15:00 | Turkiet | 1–3      | Spanien | 25–13 | 22–25 | 21–25 | 21–25 |       | 89–88  | Rapport |

### Final
| Datum   | Tid   |         | Resultat |          | Set 1 | Set 2 | Set 3 | Set 4 | Set 5 | Totalt | Rapport |
| ------- | ----- | ------- | -------- | -------- | ----- | ----- | ----- | ----- | ----- | ------ | ------- |
| 24 juli | 17:30 | Finland | 0–3      | Ryssland | 17–25 | 20–25 | 16–25 |       |       | 53–75  | Rapport |

## Slutställning
| Placering | Lag       |
| --------- | --------- |
| 1         | Ryssland  |
| 2         | Finland   |
| 3         | Spanien   |
| 4         | Turkiet   |
| 5         | Tyskland  |
| 6         | Slovakien |
| 7         | Tjeckien  |
| 8         | Estland   |

| Mästare i European League 2005 |
| ------------------------------ |
| Ryssland 1:a titeln            |

| Truppen i slutspelet |
| Pavel Abramov, Sergei Baranov, Yury Berezhko, Andrey Egorchev, Alexey Kazakov, Taras Khtey, Alexey Kuleshov, Sergey Makarov, Vladimir Melnik, Semen Poltavskiy, Konstantin Ushakov, Alexey Verbov |

## Priser
| - Mest värdefulla spelare Pavel Abramov - Bästa poängvinnare Mikko Oivanen - Bästa spiker Mikko Oivanen - Bästa blockare José Luis Moltó | - Bästa servare Taras Khtey - Bästa passare Simo-Pekka Olli - Bästa libero Ali Peçen |